# Manoharpur
Manoharpur fou un estat tributari protegit, una thikana del nizamat de Sawai, concedida en jagir pel maharajà de Jaipur. La capital era Manoharpur a 27° 18′ N, 75° 57′ E / 27.300°N,75.950°E a uns 45 km al nord-est de Jaipur (ciutat) i amb 5.032 habitants el 1901; la ciutat inclou una fortalesa.
El sobirà portava el títol de rao i servia al govern de Jaipur amb 65 cavallers. Vers el 1800 va traslladar la capital a Shahpura i va agafar aquest nom.
Vegeu: Shahpura (Jaipur)